# Lenin-Prospekt (Kaliningrad)

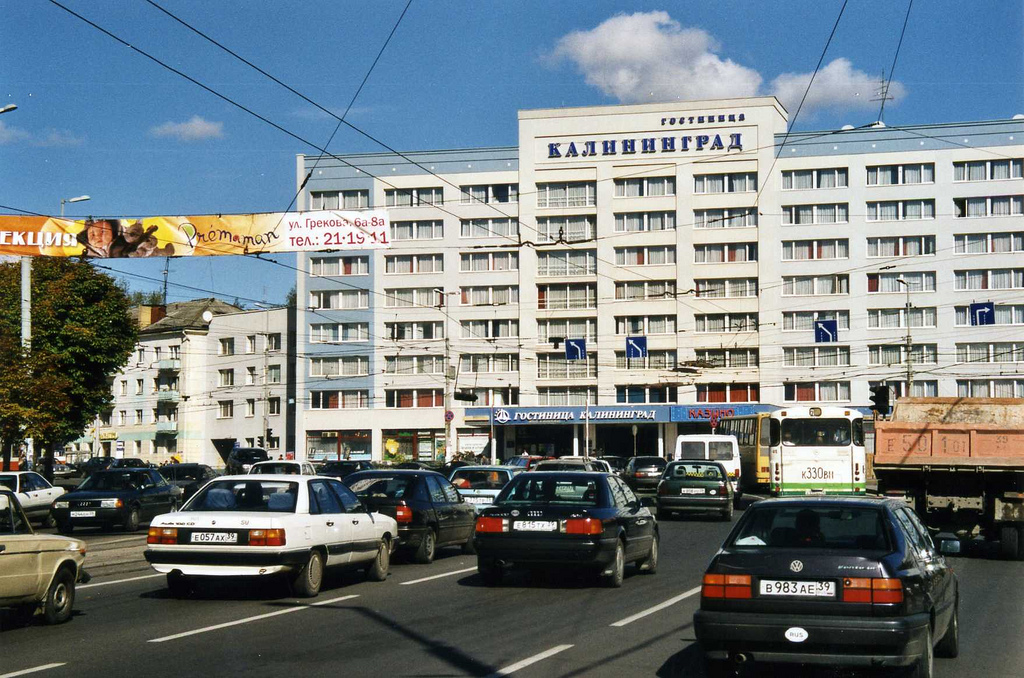
Der Leninski prospekt vor dem Hotel Kaliningrad (2003)

Der Lenin-Prospekt (russisch Ленинский проспект, Leninski prospekt) in der russischen Stadt Kaliningrad, dem früheren Königsberg, ist einer von sieben Prospekten in der Stadt. Er erstreckt sich vom Vorplatz des Kaliningrader Südbahnhofs, dem ploschtschad Kalinina (Kalininplatz), auf einer Länge von etwa drei Kilometern bis zum Platz des Sieges (rus. ploschtschad Pobeda). Er überbrückt dabei auf einer etwa 550 Meter langen Hochstraße die Dominsel und den Moskowski prospekt.
In weiten Teilen ist der Lenin-Prospekt sechsspurig, auf der Hochstraße vierspurig, jeweils mit zwei Straßenbahngleisen in der Mitte. Abgesehen von seiner Funktion als wichtige Durchgangsstraße in Nord-Süd-Richtung ist der Lenin-Prospekt sowohl im nördlichen als auch im südlichen Teil eine wichtige Einkaufsstraße.

## Geschichte
Nach dem Zweiten Weltkrieg wurden zunächst der ehemalige Königsberger Straßenzug Posener Straße, Vorstädtische Langgasse, Kneiphöfer Langgasse, Kantstraße in uliza Majakowskowo sowie der Steindamm in Schitomirskaja uliza umbenannt. Im Jahr 1963 wurden die beiden Straßen zum Lenin-Prospekt vereint; dabei wurden bei der Straßenführung ein Abschnitt der ehemaligen Tragheimer Kirchenstraße sowie die abgeräumten Ruinenfelder der Altstädtischen Kirche und der Steindammer Kirche mit einbezogen. Im Jahr 1972 wurde die Hochstraße fertiggestellt, welche die Grüne Brücke und die Krämerbrücke ersetzte.

## Gebäude
Aus der Königsberger Zeit blieben südlich des Pregels an der Straße vier Gebäude erhalten, zwei Wohnhäuser im Bereich der ehemaligen Posener Straße, das Gebäude der ehemaligen Reichsbahndirektion auf halber Höhe der ehemaligen Vorstädtischen Langgasse und die Neue Börse (Kaliningrad) am alten Pregel. An der Straße dominieren heute Plattenbauten und moderne Neubauten.
An der Wendung zum ehemaligen Steindamm steht das achtstöckige Hotel Kaliningrad, im südlichen Bereich der Straße befindet sich das ebenfalls aus Sowjetzeiten stammende Restaurant Olsztyn.
In der Grünanlage beim Haus der Künste, dem früheren Standort der Haberberger Trinitatis-Kirche, befindet sich seit 2007 das Lenin-Denkmal, welches zuvor auf dem Platz des Sieges stand.